# Saint-Gilles les Bains
Pour les articles homonymes, voir Saint-Gilles.

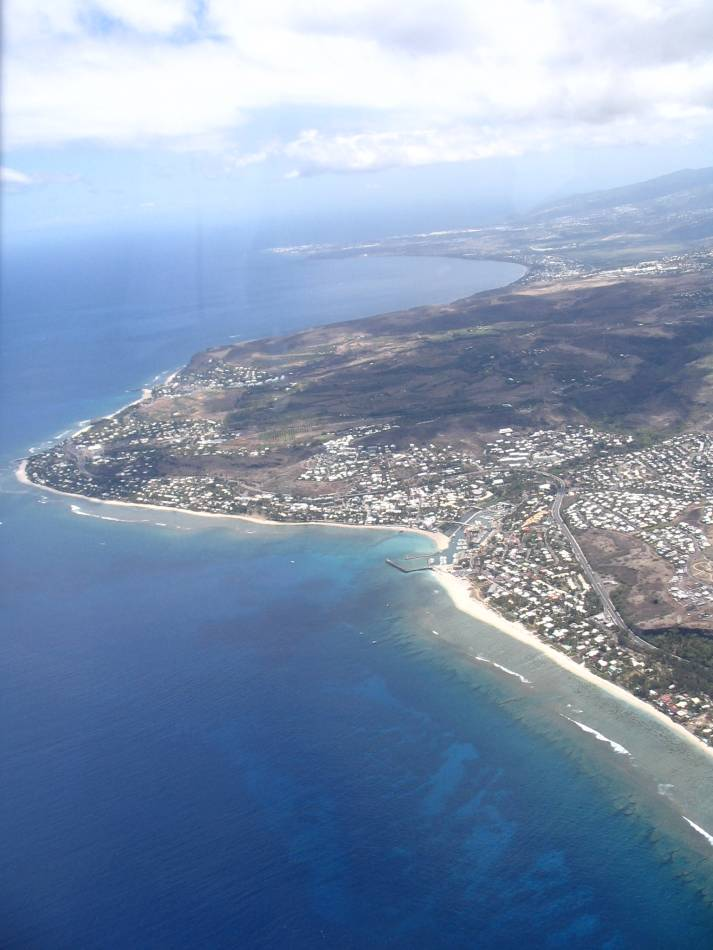
Vue aérienne de Saint-Gilles les Bains montrant la baie de Saint-Paul au second plan.

Saint-Gilles les Bains, aussi localement communément appelée Saint-Gilles, est une station balnéaire de la côte ouest de l'île de La Réunion. Elle est située sur le territoire communal de Saint-Paul. Ses habitants sont appelés les Saint-Gillois.
La station est située au Sud de la baie de Saint-Paul, sur la frange littorale où se trouvent les plages les plus fréquentées de l'île. Il s'agit de la principale station balnéaire de l'île.
Saint-Gilles les Bains (Saint-Gilles) est le pendant littoral de la ville de Saint-Gilles les Hauts, qui comme son nom l'indique est située plus dans les hauteurs de l'île, en surplomb de Saint-Gilles.

## Zoreiland
Saint-Gilles est parfois appelée « Zoreiland » ou « Zorey land » en raison du nombre élevé de touristes ou métropolitains qui y séjournent (les métropolitains qui ne sont pas nés à La Réunion sont appelés « zoreils » ou « zoreys » par les Réunionnais).

## Infrastructures

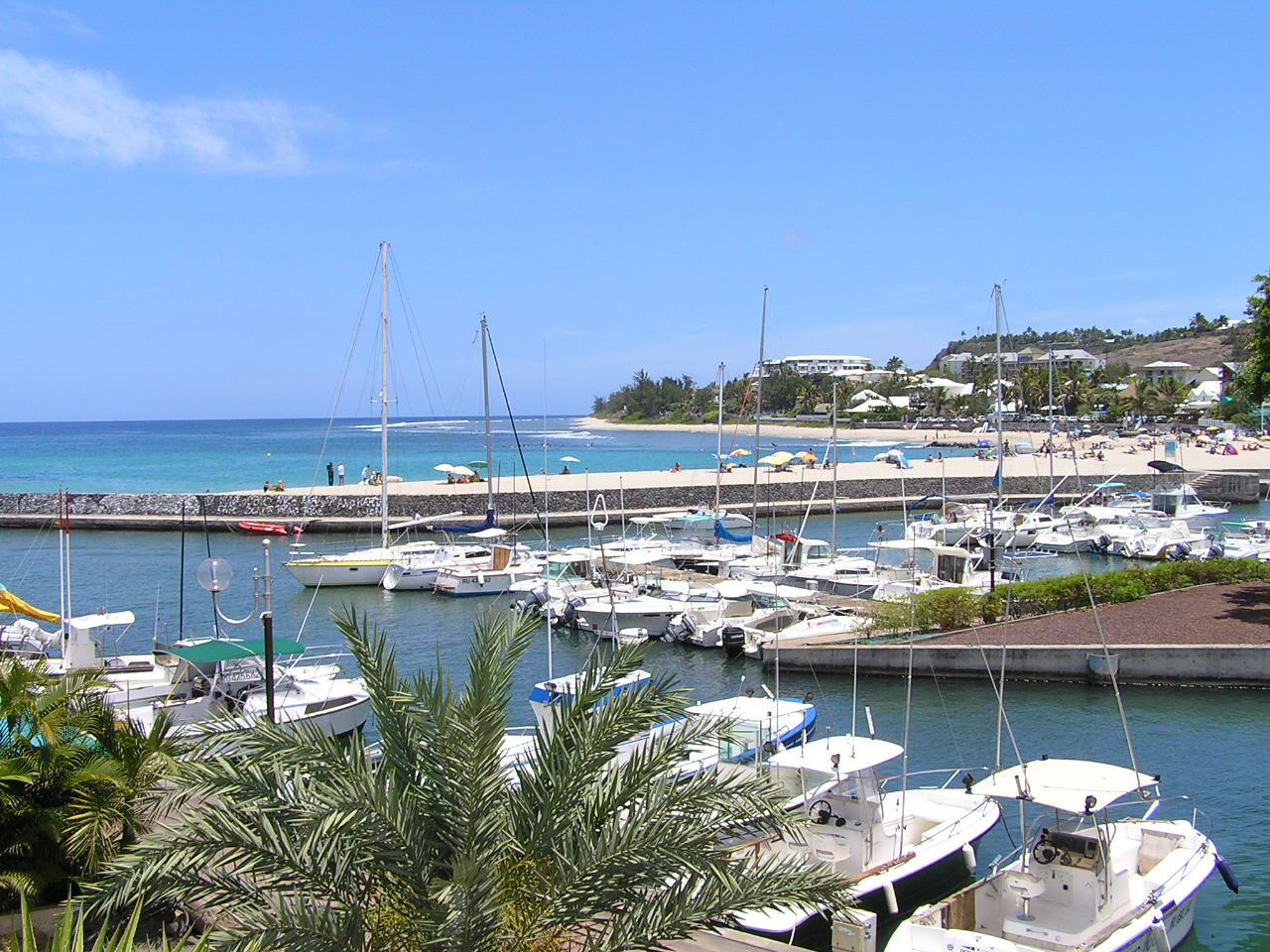
Le port de plaisance.

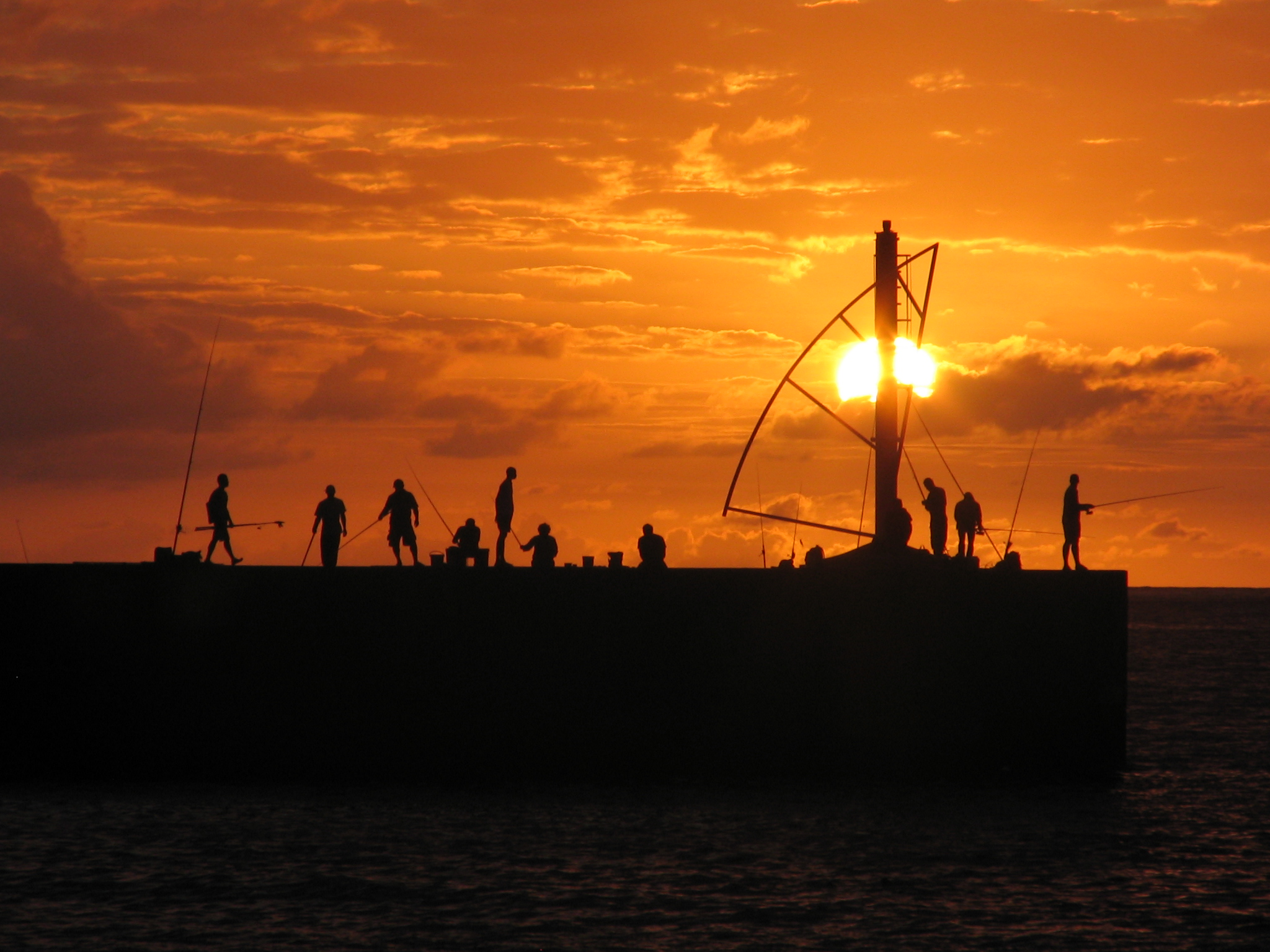
L'entrée du port vue depuis la plage des Roches Noires au Soleil couchant

On y trouve un jardin botanique, le Jardin d'Éden, ainsi que la plage des Roches Noires qui est notamment un spot très pratiqué par les surfeurs (interdit par arrêté préfectoral à la suite de la crise requins).
La plage des Roches Noires jouxte le port de plaisance, au centre duquel l'aquarium de La Réunion accueille ses visiteurs. La gestion du port est assurée par la chambre de commerce et d'industrie de La Réunion. Le port a eu le pavillon Bleu en 2006 et 2007.
La zone urbaine littorale est surplombée par le Téat Plein Air (théâtre en plein air), salle de spectacle en forme d'amphithéâtre en demi-cercle. Ce théâtre est situé à l'écart, au bord d'une falaise où le nom des artistes invités s'affiche en lettres géantes.
Au nord de la ville se trouve la plage de Boucan Canot, également très fréquentée, notamment par les familles du fait de la présence d'une "piscine" naturelle en roches de lave noire protégeant de la houle.

## Histoire
En 1907, le quartier brûle entièrement.

## Personnalités liées à Saint-Gilles les Bains
- Jean Albany (Poète), créateur du mot "créolie" habitait "La Pointe des Aigrettes" à Saint-Gilles.
- Yves Gomy (Entomologiste) et son épouse y ont été instituteurs de 1964 à 1966 et ont habité à "La Pointe des Aigrettes".